# بلبرن (ویرجینیای غربی)
بلبرن (به انگلیسی: Bellburn) یک منطقهٔ مسکونی در ایالات متحده آمریکا است که در شهرستان گرین‌بریر، ویرجینیای غربی واقع شده‌است. بلبرن ۸۷۱٫۱۳ متر بالاتر از سطح دریا واقع شده‌است.